# Chelospharginae
Sous-famille
Genres de rang inférieur
- † Calcarichelys
- † Chelosphargis

Les Chelospharginae sont une sous-famille éteinte de tortues de la famille des Protostegidae, rassemblant les genres Chelosphargis et Calcarichelys.
Ce sont des Protostegidae de taille modeste, et assez polyvalentes. D'autres fossiles présentent certaines affinités, et sont considérés par certains auteurs comme des Chelospharginae, comme le genre Rhinochelys. Les spécimens incomplets découverts en Nouvelle-Zélande pourraient également être rattachés à cette sous-famille.